# AS Vita Club
Az Association Sportive Vita Club, röviden AS Vita Club, egy kongói labdarúgócsapat, melyet Kinshasa városában alapítottak 1935-ben. 14 bajnoki címével az országos bajnokság második legeredményesebb csapata.

## Története
1935-ben Renaissance néven Honoré Essabe megalapította a főváros első labdarúgó együttesét.
A csapatot 1939-ben Diables Rouges névre, majd 1942-ben Victoria Clubra keresztelték, végül 1971-ben vették fel a máig is használatos Vita Club nevet. 

## Sikerlista

### Hazai
- 14-szeres bajnok: 1970, 1971, 1972, 1973, 1975, 1977, 1980, 1988, 1993, 1997, 2003, 2010, 2015, 2018
- 9-szeres kupagyőztes:  1971, 1972, 1973, 1975, 1977, 1981, 1982, 1983, 2001
- 1-szeres szuperkupa győztes:  2015

### Nemzetközi
- 1-szeres Afrikai Bajnokok Ligája győztes: 1973

## Játékoskeret
2018-tól 
| # |     | Poszt | Név                |
| - | --- | ----- | ------------------ |
|   | COD | K     | Hervé Lomboto      |
|   | COD | K     | Mudekereza Machumu |
|   | CMR | K     | Nelson Lukong      |
|   | COD | K     | Frank Nkela        |
|   | COD | V     | Yannick Litombo    |
|   | COD | V     | Botuli Bompunga    |
|   | COD | V     | Makwekwe Kupa      |
|   | COD | V     | Dharles Kalondji   |
|   | COD | V     | Joyce Lomalisa     |
|   | COD | V     | Djuma Shabani      |
|   | COD | V     | Bafola Dido        |
|   | COD | V     | Ernest Sita        |
|   | COD | V     | Nelson Munganga    |
|   | COD | V     | Glody Ngonda       |
|   | COD | KP    | Mani Banga         |
|   | COD | KP    | Fabrice Ngoma      |

| # |     | Poszt | Név                  |
| - | --- | ----- | -------------------- |
|   | COD | KP    | Emomo Ngoyi          |
|   | COD | KP    | Mukoko Tonombe       |
|   | COD | KP    | Girbeau Mambanzikila |
|   | MLI | KP    | Oumar Sidibe         |
|   | CMR | CS    | Akwo Ayuk            |
|   | COD | CS    | Mukoko Batezadio     |
|   | COD | CS    | Yves Diba            |
|   | COD | CS    | Chadrack Lukombe     |
|   | COD | CS    | Ducapel Moloko       |
|   | COD | CS    | Emmanuel Ngudikama   |
|   | COD | CS    | Zacherie Mombo       |
|   | COD | CS    | Jean-Marc Makusu     |
|   | COD | CS    | Zacherie Mombo       |
|   | RWA | CS    | Tady Etekiama        |
|   | COD | CS    | Baoyi Boyombe        |